# Юнацький чемпіонат Європи з футболу (U-17) 2021 (кваліфікаційний раунд)
Кваліфікаційний раунд Юнацького чемпіонату Європи з футболу (U-17) 2021 року — планувалось провести у два етапи. На першому етапі 52 команди мали визначити 30 збірних, які пройдуть до елітного раунду кваліфікації турніру. Іспанія та Нідерланди пройшли автоматично до елітного раунду кваліфікації як збірні, що мали найвищий рейтинг серед усіх збірних перед відбором. В елітному раунді 32 команди повинні були визначити 15 збірних, які у фінальному турнірі, що був запланований до проведення на Кіпрі, мали розіграти звання чемпіона Європи у цій віковій категорії.
Спочатку відбірковий раунд мав відбутися з 24 вересня по 17 листопада 2020 року. Однак, через пандемію COVID-19 у Європі, 13 серпня 2020 року УЄФА оголосив, що після консультацій з 55 асоціаціями-членами відбірковий раунд було перенесено на березень 2021 року, а елітний раунд було скасовано, і 13 переможців груп кваліфікаційного раунду мали приєднатися до двох найкращих команд за коефіцієнтами посіву, Іспанії та Нідерландів (які спочатку отримали пропуск до елітного раунду), у фінальному турнірі.
18 грудня 2020 року після консультацій з усіма 55 асоціаціями-членами через пандемію COVID-19 Виконавчий комітет УЄФА оголосив про скасування турніру.